# Kenneth Terence Solomon
Kenneth Terence Solomon (8 d'octubre de 1979) és un jugador d'escacs sudafricà que té el títol de Gran Mestre des del 2014 i el d'entrenador de la FIDE des del 2005.
A la llista d'Elo de la FIDE del setembre de 2015, hi tenia un Elo de 2388 punts, cosa que en feia el jugador número 2 (en actiu) de Sud-àfrica. El seu màxim Elo va ser de 2461 punts, a la llista de gener de 2012 (posició 1326 al rànquing mundial).

## Resultats destacats en competició
Va aprendre a jugar escacs a l'edat de 13 anys, inspirat en la classificació del seu germà gran per l'Olimpíada d'escacs de Manila el 1992. Manllevant un llibre d'escacs d'ell per estudiar, Solomon aviat va estudiar al costat del seu germà i en dos anys, fou campió sudafricà Sub-16.
Ha guanyat el Campionat sudafricà un cop, el 2003 i l'Obert de Sud-àfrica tres cops, els anys 1999, 2005 i 2007, i era també el millor jugador sudafricà el 2003. Esdevingué Mestre Internacional el 2004. Durant el 40è Olimpíada d'escacs a Istanbul, Solomon va guanyar la seva darrera norma de GM.
Tot i que Solomon mai ha assolit un Elo superior a 2500, els criteris habituals, juntament amb les normes de GM, per esdevenir un Gran Mestre, va guanyar el títol de Gran mestre per haver guanyat el Campionat d'escacs de l'Àfrica el desembre 2014, i així esdevingué el primer Gran Mestre de Sud-àfrica.